# Arkadiusz Blachowski
Arkadiusz Blachowski (ur. 12 października 1952 w Grudziądzu) – polski fotograf.

## Życiorys
Arkadiusz Blachowski absolwent Wychowania Technicznego Wyższej Szkoły Pedagogicznej oraz Wyższego Studium Fotografii w Warszawie (1986), związany z bydgoskim środowiskiem fotograficznym – od 1972 roku mieszka i pracuje w Bydgoszczy. Fotografuje od początku lat 60. XX wieku. Od 1976 roku – przez wiele lat prowadził pracownię fotograficzną w Pałacu Młodzieży w Bydgoszczy. Był inicjatorem i współtwórcą Młodzieżowego Klubu Filmowego Zaczep oraz pomysłodawcą i współtwórcą Ogólnopolskiego Przeglądu Amatorskich Filmów Krótkometrażowych Ściemnisko. W 1976 roku był współorganizatorem konkursu fotograficznego Człowiek i jego świat, jest wieloletnim jurorem i współorganizatorem cyklicznego Ogólnopolskiego Konkursu Fotograficznego Dziecko i jego świat. Od 2006 roku do 2015 był kustoszem Muzeum Fotografii w Bydgoszczy. Jest wykładowcą i kierownikiem w Bydgoskiej Akademii Fotografii, funkcjonującej przy Wyższej Szkole Gospodarki w Bydgoszczy.
Arkadiusz Blachowski jest autorem i współautorem wielu wystaw fotograficznych; indywidualnych i zbiorowych – prezentowanych m.in. w Pałacu Młodzieży w Bydgoszczy oraz Galerii Bydgoskiego Towarzystwa Fotograficznego. Czynnie uczestniczy w cyklicznych Przeglądach Fotografii Bydgoskiej. Jest uczestnikiem (prowadzącym) wielu spotkań, pokazów, warsztatów fotograficznych. Uczestniczy w pracach jury, w licznych konkursach fotograficznych. W 1996 roku został przyjęty w poczet członków Fotoklubu Rzeczypospolitej Polskiej Stowarzyszenia Twórców (legitymacja nr 067). W działalności Fotoklubu RP uczestniczył do 2021. 
Arkadiusz Blachowski jest laureatem nagród Ministerstwa Edukacji Narodowej, Kuratorium Oświaty w Bydgoszczy oraz Prezydenta Miasta Bydgoszczy.

## Odznaczenia
- Odznaka „Zasłużony Działacz Kultury”[2][3]